# Пиле моје (албум Анице Миленковић)
Пиле моје је десети студијски албум српске фолк певачице Анице Миленковић, издат 2003. године за ПГП РТС. Продуцент албум је Новица Урошевић, а на албуму је радио и Срђан Чолић. Пратеће вокале певала је Наташа Ђорђевић. Снимљен је музички спот за песму Пиле моје.

## Списак песама
| №   | Назив                 | Текст            | Музика           | Трајање |  |
| 1.  | Пиле моје             | Драшко Савић     | Драшко Савић     | 4:05    |  |
| 2.  | Ја те волим, она има  | Весна Петковић   | Рођа Раичевић    | 5:03    |  |
| 3.  | Свануло ми            | Новиа Урошевић   | Новица Урошевић  | 3:34    |  |
| 4.  | Што нисам мушко       | Саша Милошевић   | Дејан Костић     | 3:46    |  |
| 5.  | Реци ми, молим те     | Стева Симеуновић | Стева Симеуновић | 3:22    |  |
| 6.  | Четири ока            | Марина Туцаковић | Рођа Раичевић    | 2:49    |  |
| 7.  | Ласкају ти, тепају ти | Новица Урошевић  | Новица Урошевић  | 2:31    |  |
| 8.  | Опрости ми боже       | Саша Милошевић   | Перица Симоновић | 4:40    |  |
| 9.  | Ломим се              | Новица Урошевић  | Новица Урошевић  | 3:19    |  |
| 10. | Ако тебе неко упита   | Драшко Савић     | Драшко Савић     | 3:39    |  |
| 11. | Човек преко пута      | Новица Урошевић  | Новица Уроешвић  | 4:05    |  |
| 12. | Пушка                 | Стевица Спасић   | Н. Додић         | 3:08    |  |